# 비교언어학
비교언어학(比較言語學, 영어: comparative linguistics, comparative-historical linguistics)은 같은 기원을 가진 언어들의 관계와 시간이 지남에 따라 일어나는 언어의 변화를 다루는 학문이다. 역사언어학의 한 분야이다. 언어는 계속 변화하므로 역사언어학에서는 공통의 조어(祖語)에서 갈라진 여러 언어의 계통을 연구하고 고대 조어를 재구성하기도 하는데 같은 조어에서 갈라진 여러 언어들을 통틀어 한 어족(語族)이라고 이른다. 또 같은 어족 내에도 여러 하위 관계가 있을 수 있어 한 어족은 또 여러 어파(語派)로 나뉜다. 영국의 법률가 윌리엄 존스(William Jones, 1746-1794)에 의하여 본격적인 비교언어학 연구가 시작되었으며, 이러한 언어 계통의 연구는 19세기의 역사언어학자 아우구스트 슐라이허(August Schleicher)가 개척하였다. 이러한 언어 계통을 정립하는데는 비교방법(comparative method)이 사용되는데 같은 계통의 언어를 비교하여 규칙적인 음운·어휘 등의 대응을 통해 어떻게 언어들이 갈라져 생겨났는지를 연구한다. 언어학은 역사언어학으로부터 생겨났다고 해도 과언이 아닐 정도로 그 역사가 오래되었다.

## 역사

### 초기: 프란츠 보프
비교언어학은 독일의 프란츠 보프(Franz Bopp, 1791-1867)에 의해 창시된 것으로 알려져 있다. 그는 1816년 산스크리트어의 언어자료를 연구하고 다른 몇몇 인구어와의 문법 요소를 비교하여 언어학계에 공표하였고, 이것은 비교언어학의 시대의 시작을 알리는 것일 뿐만 아니라 독립된 학과로서 언어학의 첫 출발을 알리는 사건이었다.
한편, 프란츠 보프의 연구가 주로 언어 간의 문법 요소 비교로 이루어져 있어 비교언어학 초기에는 비교문법이라고 불리기도 하였다.
물론, 보프 이전에도 산스크리트어가 알려져 있었을 뿐 아니라 인구어와 관계가 있다는 것도 알려져 있었다. 이미 18세기에 영국의 윌리엄 존스는 산스크리트어, 그리스어, 라틴어, 고트어, 켈트어 등이 서로 밀접한 관계를 가지고 있으며, 이들이 어떤 한 공통어에서 파생한 것이라고 주장하였다. 그러나 이런 주장은 학문으로 발전하지는 못하였고 보프에 와서야 인구제어의 상호 관련성이 독자적인 연구 대상으로 정립되었다.

### 발전기: 아우구스트 슐라이허
언어를 생물을 분류하는 것처럼 계통수에 따라 어족으로 묶고 진화한다고 생각하거나, 언어를 고립어, 교착어, 굴절어로 크게 구분하는 것은 아우구스트 슐라이허(August Schleicher, 1821-1868)에 의해 시작된 것이다. 18세기 중엽 찰스 다윈이 제기한 진화론은 당대의 사람들에게 엄청난 영향을 미쳤다. 슐라이허도 이에 영향을 받아 언어가 인간으로부터 독립되어 있는 유기체와 같은 것이며 일반적인 진화 법칙에 따라 발전된다고 생각하였다. 즉, 한 언어가 태어나 일정 기간 동안 생존하다가 다른 어린 언어를 낳고 이 언어가 이전 언어를 대신하는 방식으로 세대가 변하며, 따라서 인간에게 계보가 있는 것처럼 언어도 계통수(Stammbaum)를 가진다고 생각하였다.

### 완성기: 헤르만 파울
역사비교언어학을 엄밀화하고 완성시킨 것은 젊은이 문법학파(Junggrammatiker)이며, 이들 중에 헤르만 파울(Herman Paul, 1846-1921)이 있었다. 1870년대에 독일의 라이프찌히 대학을 중심으로한 젊은 세대의 학자들은 이전의 보수적인 사상에 도전하였으며, 구세대의 학자들이 이들을 폄하하기 위하여 사용한 "젊은이"라는 표현을 당사자들은 오히려 새로운 연구방법이라는 뜻으로 적극적으로 받아들여 현재까지 공식적인 명칭으로 사용되고 있다.
이들은 음운변화를 다루며 절대적이고 일관성이 있는 규칙이 있음을 주장하고 음운변화는 예외 없이 일정한 규칙에 의해 일어난다고 하였다. 단, 예외가 있다는 그것은 유추(analogy)에 의해 생긴 것일 뿐이라고 하였다. 이들은 언어변화를 지배하는 법칙의 일관성을 굳게 믿었으며 이것은 인간의 힘으로 통제할 수 없는 것이라고 생각했다.

## 같이 보기
- 비교 재구
- 비교문학
- 대조언어학
- 언어연대학
- 역사언어학
- 의사언어비교

## 참고 문헌
- Milka Ivic, Trends in Linguistics [김방한 역, 언어학사, 형설출판사][쪽 번호 필요]